# Nerv cavernos al clitorisului
Nervul cavernos al clitorisului este o ramură a sistemul nervos autonom (fibre nervoase vegetative) care inervează corpurile erectile clitoridiene. Fibrele nervoase ale nervilor cavernoși provin din ramura uretro-vaginală a plexului hipogastric inferior, pereche de plexuri situate în țesutul subperitoneal ce inervează suprafețele laterale ale pelvisului feminin.

## Omologie
Nervul cavernos al clitorisului este omolog cu nervul respectiv al penisului.